# Alopecosa ovalis
Alopecosa ovalis là một loài nhện trong họ Lycosidae.
Loài này thuộc chi Alopecosa. Alopecosa ovalis được Jun Chen, Da-xiang Song & Gao miêu tả năm 2000.